# خبير تسوية المطالبات

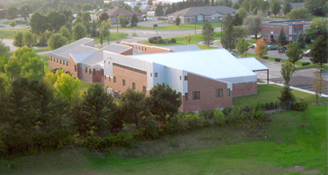

تتمحور مهنة خبير تسوية المطالبات «أو مدقق المطالبات» حول التحقيق في مطالبات التأمين عن طريق مقابلة صاحب المطالبة والشهود وبحث سجلات الشرطة والمستشفيات وفحص الأضرار التي لحقت بالممتلكات لتحديد الالتزامات المالية الواجبة على شركة التأمين. في بعض الدول مثل المملكة المتحدة وإيرلندا وأستراليا وجنوب أفريقيا ومنطقة البحر الكاريبي ونيوزيلندا يُستخدم مصطلح «خبير تسوية التعويضات». وقد يساعد خبراء تسوية المطالبات الذين يمثلون حاملي التأمين في إعداد مطالبة التأمين.
 
في الولايات المتحدة عادةً ما تشمل واجبات خبير تسوية المطالبات العناصر التالية:
- التحقق من وجود بوليصة تأمين لدى الشخص المؤمن و/ أو الممتلكات. وهي تُكتب بشكل عام من قبل شركة التأمين القابضة.

- تحديد خطر الخسارة أو الأضرار على الممتلكات، والتي تكون ذروتها خسارة الممتلكات أو الإصابة الجسدية.

- بعد الانتهاء من التحقيقات المذكورة أعلاه، يُقيّم الخبير الإصابات و/ أو الأضرار المغطاة التي حُددت وفقاً لمساهمات التغطية.

- يفاوض على تسوية وفقاً للقانون «القوانين» المعمول بها، ويحدد الأمور المشمولة بالنسبة للشخص المؤمّن، متبعاً في ذلك أفضل إجراءات التأمين.

لا ينخرط خبير تسوية المطالبات أو الخبير العام في ممارسة القانون ولا ينبغي له ذلك. بالرغم من أن النظر في المطالبة يعني مطابقة ظروف الخسارة على بوليصة المؤمّن عليه، ولكن هذا لا يعني إعطاء القرار فيما إذا كانت الحالة تُحتسب أم لا، لأن ذلك يُعد من ضمن الممارسات القانونية، ويجب أن ينظر فيها محامٍ مرخص أصولًا.  
يتضمن النوع الرئيسي من التغطية في التأمين ضد الحوادث، على سبيل المثال لا الحصر، ما يلي:
- التغطيات التلقائية للطرف الأول وغير التلقائية «تُسمى أحياناً بالتغطيات الشاملة» وهناك أنواع عديدة من تغطيات تأمين الطرف الأول لأي نوع من خطر الخسارة أو الأضرار.

- مسؤولية الطرف الثالث عن الأضرار التي تلحق بممتلكات الغير والإصابة الجسدية. «من الناحية القانونية هذه مطالبات الضرر».

## الفئات
ممثلو خدمة المطالبة «العاملون لدى شركة التأمين أو شركة تسوية مستقلة».
في الحالتين الأولى والثانية يعمل خبير التسوية نيابة عن شركة التأمين.
قد يتعامل خبراء التسوية مع «مطالبات الممتلكات» التي تتضمن أضرار المباني والهياكل، أو «مطالبات المسؤولية» التي تتضمن إصابات شخصية أو أضرار بممتلكات شخص ثالث بسبب حالات المسؤولية مثل حوادث السيارات والانزلاق والسقوط وعضات الكلاب أو السلوك المهمل المزعوم. يتعامل بعض خبراء التسوية مع كِلا النوعين من المطالبات ويعرفون باسم «خبراء التسوية متعددي الجهات» أو «خبراء التسوية على كل الجهات» الذين يتعاملون مع «أي» نوع من المطالبات المعرّفة مسبقاً والتي تتضمن أيضاً المسؤولية المهنية والمسؤولية المهنية للمستشفى والمسؤولية التكميلية ومسؤولية الأطباء والجراحين ومسؤولية الطائرات/ الهيكل والداخلية البحرية والمحيطات البحرية والمراجل والآلات، كما تتضمن أنواعاً مختلفةً من خسائر السندات.
أما حيال الحصول على نسبة مئوية من مبلغ التسوية، فيعمل خبراء التسوية العموميون بشكل حصري لصالح صاحبي بوليصة التأمين. وهذا يعني أنه لا ينبغي أن يكون هناك تضارب متأصل في المصالح عندما يتعلق الأمر بالدعوة نيابة عن حامل الوثيقة لشركة التأمين.
يمكن أن يعمل خبير تسوية المطالبات المستقل لصالح عدة شركات تأمين أو جهات تأمين ذاتية. إذا كان الخبير مرخصاً من قبل سلطة الولاية فإنه يُعتبر مرجعية في فقدان الممتلكات ضمن مجاله، سواء كانت الممتلكات سكنية أو مركبات أو بحرية إلخ.
يتحقق خبير تسوية المطالبات بشكل متكرر من أن التغطية تنطبق من خلال بوليصة التأمين، ويحقق في المسؤولية عن الأضرار الناجمة، كما يقدم التعويضات للشخص المتضرر على أساس الأضرار العاطفية أو المادية التي لحقت بالممتلكات.
تشمل واجباته المحددة:
- إخطار المؤمَّن بالخسارة المغطاة على النحو المحدد في وثيقة التأمين.
- الرد على المطالبات في الوقت المحدد.
- تعبئة المعاملات الورقية.
- التواصل مع صاحبي بوليصة التأمين.
- التحقيق في المسؤولية.
- تقييم الأضرار.
- البحث والتفصيل وإثبات كل جانب من جوانب المطالبة، ويتضمن ذلك الأضرار التي لحقت بالمباني والمحتويات ومطالبات نفقات المعيشة الإضافية.
- يُعد تقريراً مفصلًا عن الأضرار بناءً على برنامج تكلفة التأمين الشهري المحدّث بهدف تقديم عرض تسوية للمؤمن عليه.
- إذا استلزم الأمر ترميز تكلفة التخصص، فهو يفاوض مزودي المنتج/ الخدمة في الوقت المحدد وتكلفة الإصلاحات بهدف تقديم عرض تسوية للمؤمن عليه.
- ضمان إجراءات دقيقة.
- حماية مصلحة شركة التأمين التي يمثلها خبير تسوية المطالبات عند التعامل مع المطالبين.
- مهارات في الحاسوب مع درجة عالية من الكفاءة.

تطلب بعض الولايات الآن من خبراء تسوية المطالبات أن يفصحوا لأصحاب المطالبات الذين يمثلون مصالحهم بشكل مستقل عن الموظفين وخبراء التسوية العموميين، قبل العمل مع صاحبي بوليصة التأمين.

## التعليم
تفضل معظم شركات التأمين أن يكون خبراء تسوية المطالبات التابعين لها حاصلين على شهادة جامعية ويُفضل أن تكون هذه الشهادة في مجالات متعلقة بالأعمال. في الماضي كان خريجو المدارس الثانوية يصبحون خبراء تسوية مطالبات عن طريق الترقية من داخل قسم المطالبات. ونظراً لعدم وجود تخصصات جامعية في هذه المهنة فالعديد من الولايات تطلب شهادة من الولاية تسمح بمزاولة مهنة خبير تسوية المطالبات. كما تشترط الولايات أيضاً الحصول على عدد معين من اعتمادات التعليم المستمر لخبراء تسوية المطالبات كل عام من أجل الحفاظ على رخصة المهنة. ويتحقق هذا التعليم المستمر من خلال حضور الندوات والتدريب عبر الإنترنت من مختلف الموارد التعليمية لتسوية المطالبات. وهناك تعيينات احترافية باتت سائدة بين خبراء تسوية المطالبات.
فلوريدا هي إحدى الولايات القليلة في الولايات المتحدة التي أنشأت تسميات محددة للترخيص لخبراء تسوية مطالبات التأمين. إذ يسمح تعيين خبير تسوية المطالبات المعتمد -الذي أُنشئ بموجب النظام الأساسي بالتنسيق مع كلية بولك ستيت في عام 2002- للفرد بالحصول على ترخيص شركة فلوريدا أول لاينز المستقلة أو ترخيص الشركة من دون إجراء امتحان ترخيص الولاية.
في بعض الحالات، مثل التأمين ضد الانهيار تشترك المحاكم من أجل التنبؤ بفهم معقول لإرشادات البوليصة التي ضمن الطرح. كما خضع معنى هذه المصطلحات مثل «الانهيار» لتقييم دستوري دقيق. وهذا يؤدي إلى بعض الغموض بين ما ينص عليه القانون وما يمكن تنفيذه بواسطة التفويضات الحديثة. قد لا تكون فكرة «النزاهة الهيكلية» مصطلحاً مفهوماً بشكل عالمي، ولكن نُشرت العديد من المقالات حول هذا الموضوع، ما يدل على أن هذا المجال يتطور نحو الاستمرارية في الاصطلاح. للمهتمين بمجال تسوية المطالبات، تعد الدراسة المتعمقة للمبدأ القانوني ضرورة.
تطلب معظم الولايات من الخبراء المرخص لهم مواصلة تعليمهم من خلال مطلب «التعليم المستمر»، فولاية فلوريدا تتطلب 24 ساعة من التعليم المستمر «سي إي» كل عامين.